# Петтерссон, Эрик (хоккеист с мячом)
Пер Густав Эрик Петтерссон (швед. Erik Pettersson, 22 июля 1995 года) — шведский профессиональный игрок в хоккей с мячом, нападающий клуба АИК.

## Карьера

### Клубная карьера
Воспитанник клуба Содерфорс. В сезоне 2010/2011 подписал контракт с клубом «Сандвикен», в котором провёл семь сезонов.
В 2017 году перешёл в красноярский «Енисей».
Сезоны 2018/2019 и 2019/2020 провёл в СКА-Нефтяник, после чего вернулся на родину в АИК.

## Достижения

### Клубные
Чемпион Швеции (2): 2011/2012, 2013/2014
Чемпион России (2): 2018/19, 2019/20

### В составе сборной
Чемпион мира: 2017
Серебряный призёр Чемпионата мира: 2014
Бронзовый призёр Чемпионата мира: 2016